# 北太平庄站
北太平庄站是北京地铁12号线与19号线的一座换乘站，位于北京市海淀区北太平庄街道、花园路街道与西城区德胜街道交界北三环中路、北太平庄路、新街口外大街交叉口北太平桥下方。19号线部分于2022年7月30日开通运营，12号线部分则于2024年12月15日开通运营。

## 位置
北太平庄站位于北三环路与北太平庄路交叉口北太平桥下方。12号线车站以东西向延伸，19号线车站呈南北向布置。

## 车站设计

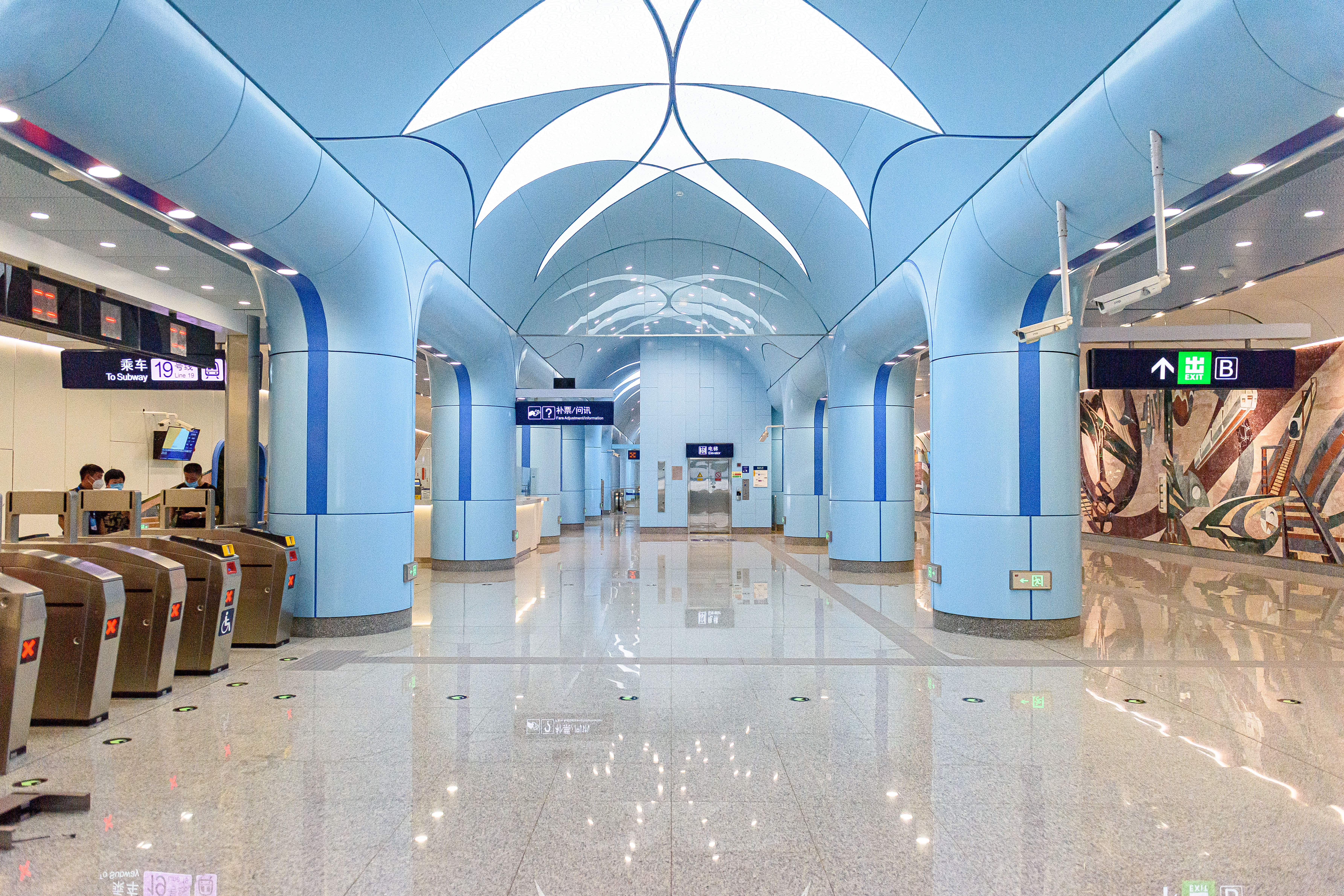
19号线站厅

12号线车站为暗挖双层双跨岛式车站，全长277.0米，站台宽度12米，主体结构宽度21.3米，结构覆土约11.14米，底板埋深约27.99米，设置3个出入口通道（2个地面亭，A口通道与19号线共用一个地面亭）、4个安全出口、2组风亭及1处冷却塔。19号线车站为地下暗挖岛式车站，总建筑面积40935平方米，设置2个出入口、4个安全出口、2组风亭及一处冷却塔，A口设有直梯。19号线站厅布置有壁画《跨越时空》，该作品分为《时空穿梭》、《跨越未来》、《提速时代》、《钢铁洪流》、《掘进天地》、《记忆永恒》六个主题，表现城市轨道交通过去、现在、未来的发展愿景。

### 车站楼层

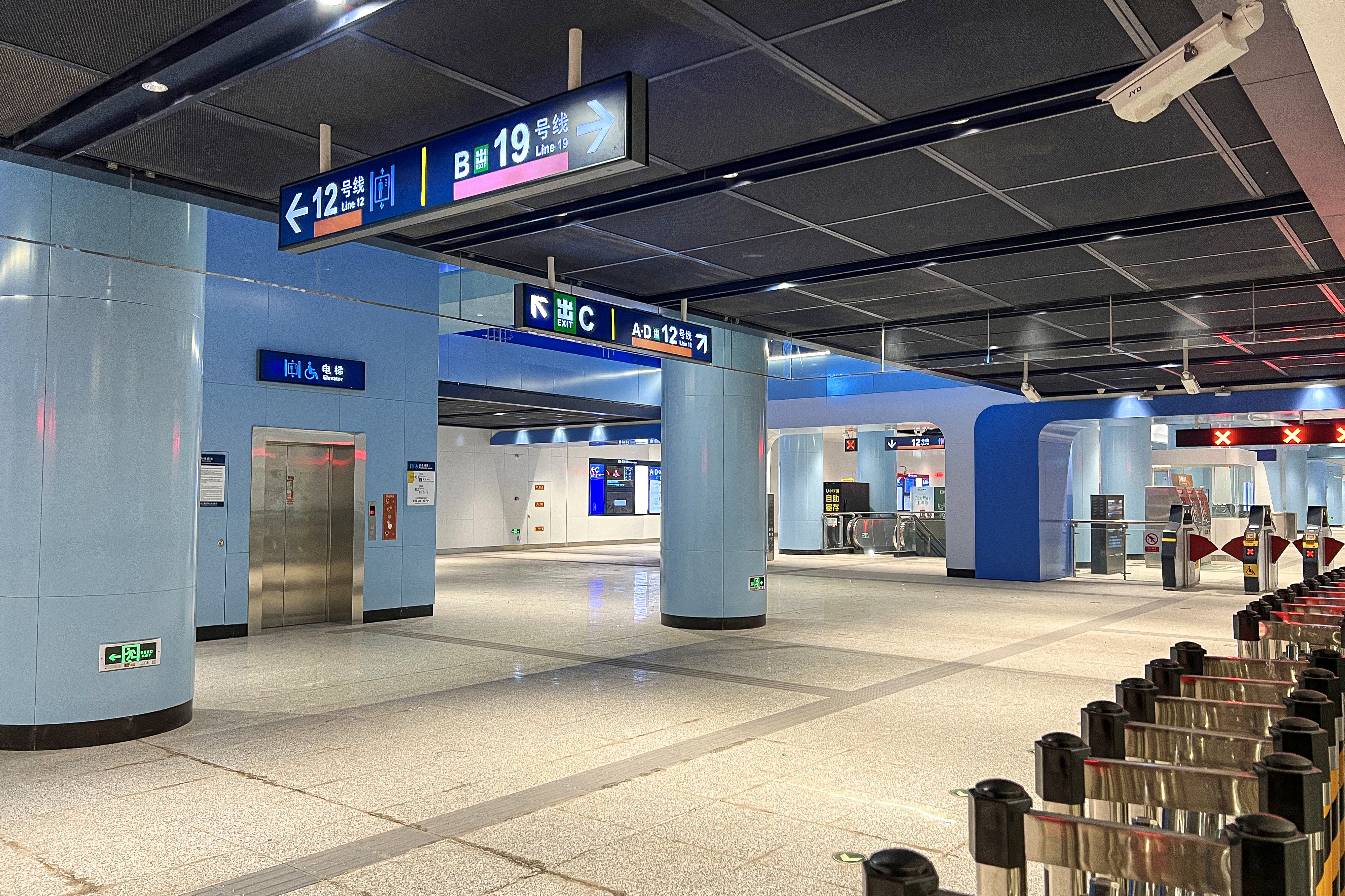
12号线站厅西侧
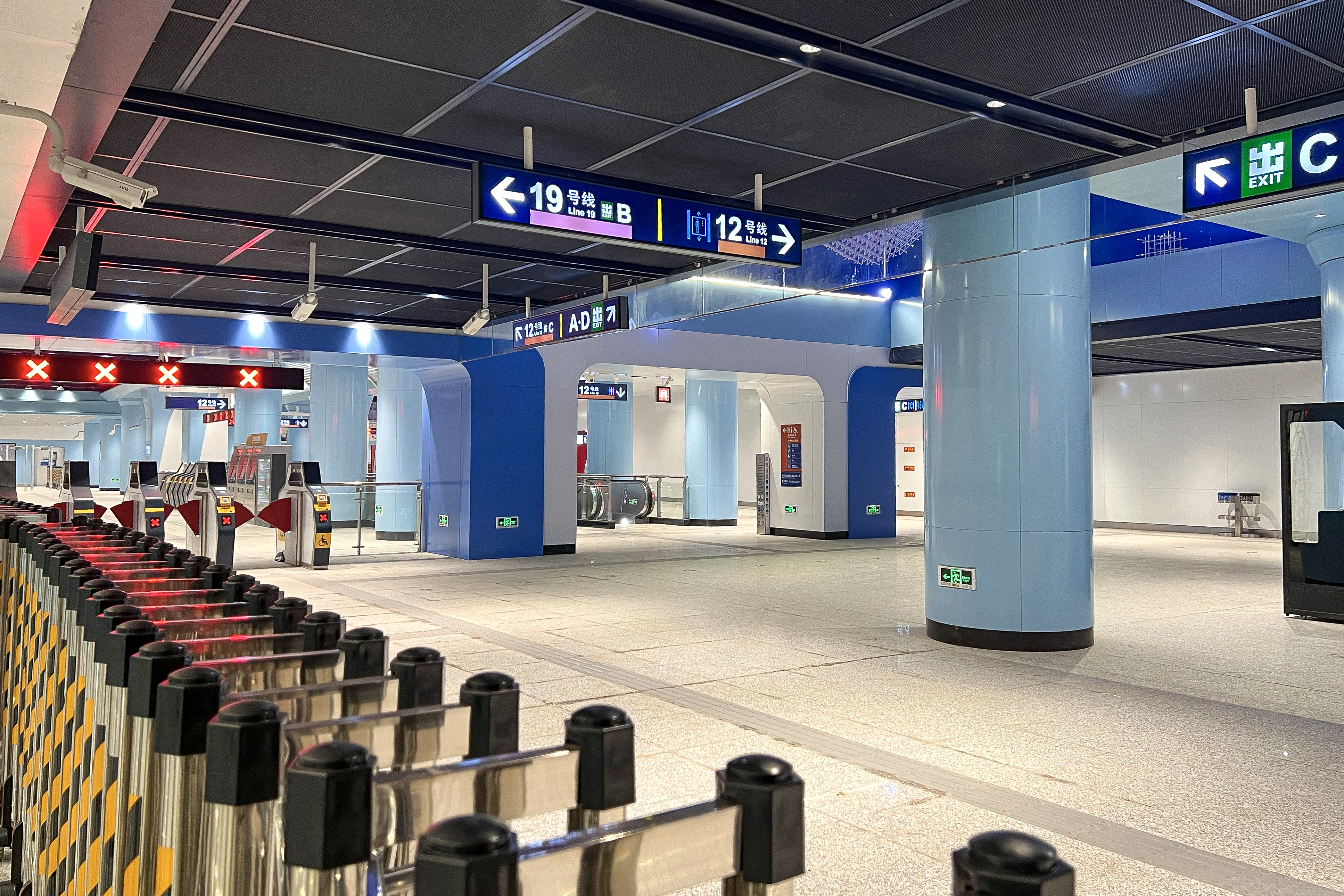
12号线站厅东侧

| 地面 |                    | 出入口                           |  |  |
| B1层 | 站厅               | 客服中心、自动售票机、进出站闸机 |  |  |
| B2层 |                    | █ 12号线 往四季青桥（蓟门桥）    |  |  |
|      | 岛式站台，左侧开门 |                                  |  |  |
|      |                    | █ 12号线 往东坝北（马甸桥）      |  |  |
| B3层 |                    | 19号线往牡丹园（终点站）         |  |  |
|      | 岛式站台，左侧开门 |                                  |  |  |
|      |                    | 19号线往新宫（积水潭）           |  |  |

- 12号线站厅西侧
- 12号线站厅东侧

## 出入口
北太平庄站设有5个出入口，其中A口是12号线、19号线共用的出入口。
|                                                                  |                    |                  |        |            |
|                                                                  |                    |                  |        |            |
| 编号                                                             | 指示               | 建议前往的目的地 | 图片   | 无障碍设施 |
| 连通 12号线 19号线站厅                                           |                    |                  |        |            |
| 出口 · A · 升降机标志                                            | 北太平庄路（西侧） |                  |        |            |
| 连通 19号线站厅                                                  |                    |                  |        |            |
| 出口 · B                                                         | 北太平庄路（东侧） | 城建大厦         |        | 不適用     |
| 连通 12号线站厅                                                  |                    |                  |        |            |
| 出口 · C                                                         | 新街口外大街       |                  |        | 不適用     |
| 出口 · D · 1                                                     | 北三环中路         |                  |        | 不適用     |
| 出口 · D · 2                                                     | 北三环中路         |                  |        | 不適用     |
| · 这是一个单独出入口， · 没有与任何出入口相连， · 因此没有编号。 | 北三环中路         |                  | 不適用 |            |
| 註： 設有                                                        |                    |                  |        |            |

## 历史
19号线最初规划并无北太平庄站，但九三学社北京师范大学基层委员会曾建议19号线在北太平庄增设车站，19号线工程规划方案专家评审会也曾有与会者以缓解10号线客流压力为由提出在北太平庄增加与12号线的换乘站，2015年发布的二次环评公告最终确定19号线增设该站。12号线及19号线车站均于2016年开工。
2021年7月19日，北京市规划和自然资源委员会提出的19号线工程沿线车站命名预案中，本站的名称未有变化。
19号线北太平庄站由于工程进度等因素，未能赶及在2021年12月31日与19号线一期开通，19号线车站于2022年7月30日开通运营。12号线车站则于2024年12月15日开通运营。